# Kongar-ol Ondar
Kongar-ol Ondar (in tuvano Ондар Коңгар-оол?; Tuva, 29 marzo 1962 – Kyzyl, 25 luglio 2013) è stato un cantante e politico russo.
Fu un maestro del canto armonico tuvano e membro del Gran Khural di Tuva.

## Biografia
Ondar nacque nel 1962 vicino al fiume Khemchik, nell'Est di Tuva.
Considerato un tesoro vivente dalla Repubblica di Tuva, Ondar ha ricevuto uno stipendio e un appartamento grazie alle sue abilità musicali. Gioviale e affabile, Ondar fu probabilmente il volto più noto dello stile di canto armonico detto khöömei in occidente, avendo al suo attivo un'apparizione al Late Show with David Letterman e varie interviste per la CNN e altre importanti reti televisive.
In accordo alla tradizione centro-asiatica di dare ai figli nomi auto-avverantisi, Kongar-ol si traduce letteralmente come “ragazzo rumoroso, fragoroso”.
Ondar è inoltre noto al di fuori di Tuva per aver invitato il bluesman statunitense Paul Pena a Tuva. Pena, che aveva imparato il canto armonico prima di recarsi a Tuva, fu il protagonista del documentario Genghis Blues, in cui appare anche Ondar.
Ondar appare anche negli album di Béla Fleck and the Flecktones: ”Outbound” e “Jingle All the Way” e nell'album/DVD Live at the Quick.
Ha inoltre prodotto un album con la Warner Bros. Records dal titolo “Back Tuva Future”.
È morto a Kyzyl il 25 luglio 2013 all'età di 51 anni a seguito di un'emorragia cerebrale.